# هيكتور مارتينيز (لاعب كرة قاعدة)
هيكتور مارتينيز هو لاعب كرة قاعدة كوبي، ولد في 11 مايو 1939 في مقاطعة فيلا كلارا في كوبا، وتوفي في 1 ديسمبر 1999 في كوبا.